# Hackelia pinetorum
Hackelia pinetorum là loài thực vật có hoa trong họ Mồ hôi. Loài này được (Greene ex A. Gray) I.M. Johnst. mô tả khoa học đầu tiên năm 1923.